# San Lucas Sacatepéquez
San Lucas Sacatepéquez är en kommunhuvudort i Guatemala.   Den ligger i departementet Departamento de Sacatepéquez, i den centrala delen av landet, 16 km väster om huvudstaden Guatemala City. San Lucas Sacatepéquez ligger 2 079 meter över havet och antalet invånare är 17 959.
Terrängen runt San Lucas Sacatepéquez är kuperad. Runt San Lucas Sacatepéquez är det mycket tätbefolkat, med 1 956 invånare per kvadratkilometer. Närmaste större samhälle är Mixco, 6,0 km öster om San Lucas Sacatepéquez. I omgivningarna runt San Lucas Sacatepéquez växer huvudsakligen savannskog.